# 蔵書印

標題紙裏（画像の右側）の上部中央に蔵書印が捺された『官報目次総覧』1巻。

蔵書印（ぞうしょいん）とは、所有者や所蔵者が本や書画に捺して所有・所蔵を宣言するための印、およびその印影のこと。本の最初か最後のページに捺されることがある:51-52。図書を所蔵する寺社、大名や藩校による文庫、図書館、個人の蔵書家、貸本屋などが捺す。宋代の中国を発祥とし、明代以降に使用が広がり、日本で様々な形態に発展した:4。印としては、官印（公文書で官吏が使った印）の次に多くみられる:79。蔵書印記、蔵印、所蔵印、収蔵印、図書印、伝領印、鑑蔵印もほぼ同義。書籍商が商品に捺した印（扱印）や、借り手が借りた本に捺した印も蔵書印に準じるものとして扱われる場合がある。
様々な蔵書印の印影を集めた印譜を蔵書印譜という。印影のみを掲載するものからそれぞれの使用者の略歴や捺された本の書誌情報などを解説したものまである。
蔵書印が東洋で発達したのに対し、紙片に同様の機能をもたせた蔵書票が西洋で発達した。このため、両者は対置されることがある。

## 蔵書印の歴史

### 中国での発祥
漢代までの中国では、蔵書印を含む紙への印に先立つものとして、封泥への印が盛んに行われた:70-73。荷物を縛った紐にかぶせた粘土を封泥というが、これに印を捺して、発送者の身分を示すとともに配達中に改竄があったときそれと分かるようにしたものである:70-73。用いられた印は役割としては官印や公印と呼ばれる種類のもので、特定の官職などにだけ使用が許された、権力の裏付けの伴う、公的な認証のための印だった:70-73。
収蔵物への印として確認されているもののなかでは、唐代の太宗の「貞観」印、玄宗の「開元」印が最古と言われる。この頃に見られる蔵印の古例は、基本的に宮廷が鑑蔵した書画に用いられたものである。
蔵書印が本格的に始まったのは宋代の中国とみなされている。宋代の中国では、紙と印刷技術の普及、出版の発達、書画鑑賞の文化の発展に伴って、紙の上の書画に捺すものとしての印章が大きく発達した:70-73。図書の鑑蔵を示すものとして最古級の印はこの時代のもので、王涯の「永存珍秘」印、梁秀の「收閲古書」印、太祖文帝の「秘閣図書」印などとされる。
明・清の時代になってからは、さらに蔵書印が広まった。私的に使われることも多くなり、それ自体が趣味や賞玩の対象ともなった:70-73:111。

### 日本での発達

光明皇后が『杜家立成雑書要略』に捺した蔵書印のひとつ（8世紀）。印文は「積善藤家」。

蔵書印は中国から日本や朝鮮、および漢字文化圏に含まれるその他の東アジアの国々に伝来した。特に、日本での蔵書印の広まりは、中世以降、中国から宋元版の書物が盛んに輸入されたことと並行している。所蔵者を示す意味で使われた印としては、8世紀の正倉院宝物、光明皇后直筆の『杜家立成雑書要略』に捺された、光明皇后の「積善藤家」と「内家私印」の印が:11-13:111、蔵書専用の印としては『金剛場陀羅尼経』に捺された「法隆寺一切経」印が:11-13:111日本最古だと考えられる。「図書寮印」、『文館詞林』の巻末の「冷然院印」「嵳峩院印」（嵯峨院印）なども日本の上代の蔵書印の古例として知られる。
奈良時代以降、平安時代頃までの書物では、上記のような蔵書印の使用例もあるものの、所蔵の事実は印ではなく識語として筆で書かれたものが多く見られる:66-67。この時代の蔵書印は、寺社の経典への印のみが確認されている。
諸文庫が盛んになった鎌倉時代になって、日本における蔵書印の使用が、僧侶などの間で本格的に行われはじめたと考えられる:312。金澤文庫印は文庫印のさきがけとされる:72。この頃の文庫印としてはほかに、足利学校の「野之國學」印、寺社の蔵書印としては高山寺の「高山寺」印:66-67などもよく知られる。
書物が庶民に広まり読書人口が増えた江戸時代以降には、様々な形態の蔵書印が見られる。大名や藩校は堂々とした印をつくり、国学者をはじめとする個人の蔵書家は独自の意匠や印文を用いた:40。趣味性の高い蔵書印が盛んになったのは、「江雲渭樹」印、「道春」印など数十個の蔵書印を使い分けたという林羅山が起こりであるとも言われる:314。小説本には貸本屋の蔵書印が多く見られる。蔵書印譜が編纂されるようになったのもこの頃からである。

### 近代以降

書籍館で明治5年（1872年）8月の設立時から明治8年4月まで用いられた蔵書印。印文は「書籍館印」。

蔵書印は本来、漢籍と和装本に対して使われるものだったが、近代になって流通の増えた洋装本にも同様に捺された。
近代の図書館では、簡易なゴム印を蔵書印としたり、蔵書印の使用をやめてバーコードのついたタグなどに館名を記してその機能を持たせる場合がある。日付を入れて、受入印の機能を兼ねさせる場合も多い。
しかし、古典籍などの貴重書にはそのような事務的な印はふさわしくなく、意匠の整った伝統的な蔵書印がふさわしいという意見もあり、図書館においても蔵書印文化は完全にすたれてしまったわけではない。

## 蔵書印の形態
印の色
朱色（朱印）がもっとも多く、次に墨色（黒印、墨印）が多い:78,80。朱は経年劣化による褪色をしにくいため実用的にも優れ、見た目の上でも墨と紙の色によく調和するためよく使われた:76-79,80-82。一方、本来は朱は高貴な色、公的な行事のための色とされ私用に使うべきではないとされていたことから、黒も用いられた:76-79,82。禅の影響を受けた室町時代の日本では、華美さを避けて黒印が使われる傾向が強まったといわれる:79。桃山時代以降には顔料精製技法の発展を受けて、岩本活東子の「家在縁山東書会待賈堂」印や「美織屋文庫」印のような藍色の印、浜松校「克明館蔵書」印のような青色の蔵書印も出現した:79-80。ほかに黒、緑、梔子色などがある。近代の図書館においては書物の原状を保存する観点から、浮き出し印や空押し印（エンボッシング）を使うことがある:100。
印文
所有者の名前や号のあとに「蔵書」「蔵」「架蔵」「図書」「之印」「文庫」などの語句を加える印文が多い。特に、図書館の蔵書印はこのような定型的な印文をとる。居住地や出身地などの地名を加えたものも、特に中国の印にはよく見られる:50-51。個人の蔵書家の印には、詩句や和歌、利用者や後世の人々へのメッセージを記したものなど、様々な印文の遊印が見られる:70-73。
書体
文字は一般の印章と同じく秦の八体にはじまる中国の古書体による漢字を基本とするが、より新しい楷書、行書、草書や連綿体平仮名なども用いられ:70、まれにラテン文字も見られる）。特に国学者のものには、平仮名、片仮名、万葉仮名、神代文字を用いたものが多く見られる:40。
印の形と大きさ
文を枠（郭）で囲う様式が一般的。郭の形は古印では正方形がほとんどだが、円形もある:70-71。平安時代以降は、短冊形の郭、二重郭なども使われるようになった:72。その他には、俵型、楕円形、菱形、瓢箪型、鼎型のものも見られる。大きさは15cm角程度の大きなものから、6mm角程度の小さなものまである。図書館では見逃されないように大型の印を用いることが多い。
印材
印材としては、銅、鉄、金、銀、玉、石、陶、木、竹など様々なものが使われる。奈良時代、平安時代のものは金属が多い。近代の図書館では木印や水牛印が多く、より安価なゴム印も用いられる。
捺印位置
蔵書印が本の上で捺される位置としては、表紙、見返し（表紙の裏面）、遊紙（表紙の次に入れられることのある白紙）、巻頭、巻末などがある:91-92:79。和漢書においては巻頭付近が多く、なかでも巻頭紙にある書名の下または上の余白、欄の上部、欄外余白がよく使われる:92-95。洋装本の場合、基本的に標題紙の表か裏、もしくは遊紙に捺す:98。巻末の余白に捺されることもあり、その場合はしばしば余白の中央に捺される:51-52。本の紙面に直接捺すのが基本だが、紙片に捺して蔵書票として貼りつけることもある
多数の人の手を経た書物の場合、書名の下の欄内で、最初の所蔵者の印を一番下として順に上に向けて積み上げていく:51-52か、もしくは書名の直下から下に向けて続けていくことが通例となっている:51-52。同一所蔵者が位置をずらして1冊に複数の印を捺すこともあり、たとえば乾隆帝は、『快雪時晴帖』など愛蔵した書画に10以上の印を捺した。
本文にかからず、旧蔵印と重ならないように捺すのがよいとされる。

様々な蔵書印
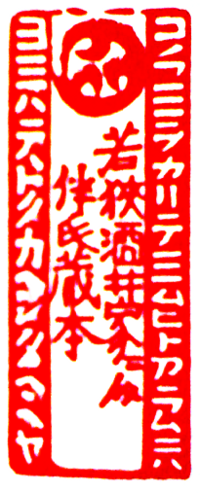
伴信友（1773年 - 1846年）が貸し出す本に捺した蔵書印のひとつ[19]:315-316[2]。「この文を借りて見む人……」と借り手に呼びかける和歌が印文にある[2][* 17]。
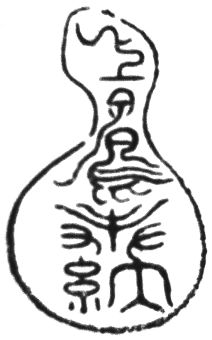
今井似閑（1657年 - 1723年）が上賀茂神社への奉納本に捺した印[9]:63。印文は「上鴨奉納」[9]:63。瓢箪型の墨印。
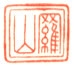
林羅山（1583年 – 1657年）の蔵書印のひとつ。印文は「羅山」。長方形の朱印。
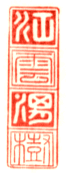
林羅山（1583年 – 1657年）の蔵書印のひとつ。印文は「江雲渭樹」。短冊形の朱印。

## 蔵書印の役割と用法
所蔵者の明示
押捺された品を帯出したり譲り受けた人にもともとの所蔵場所・所蔵者を知らせ、その品の散逸を防ぐことが蔵書印の主な機能である。このため、蔵書印が捺されるのは単なる蔵書ではなく貸し出すことを前提とする蔵書であることが多い。
鑑定眼に定評のある旧蔵者が示されていれば、その書物が善本であること、内容の信憑性が高いこと:62のあかしにもなりうる。また、著名人の所有物であることを示す蔵書印の存在によって、捺された本の収集品としての価値が高まることもある:53-54:220。
蔵書印は所有者が変わるたびに加えられていくため、書誌学においてはその図書・書画の遍歴を解明するための手がかりのひとつとして使われる。本来は所有者自身が固有の印を捺印するものとされるが、記録や整理のために後世の人間が過去の所有者の名の印を捺す場合:44-49、伝来を偽り貴重なものであるかのように見せかけて販売するために捺す場合、親子代々同じ蔵書印を共有する場合、借用した本に借り手が捺した印:44-49などもあり、容易に実際の旧蔵者が同定できるとは限らない。そのため、持ち主が知られていない印と本も多く残っている。
借り手や後代の所有者への注意
所蔵者の署名とともに、貸し出し中の取り扱いを注意する文、返却を催促する文や、死後のその書物の取り扱いを指示した文などが加えられた蔵書印もしばしば見られる:44-49:32。この種類の蔵書印としてよく知られているものに、
- 「コノフミヲカリテミムヒトアラムニハ　ヨミハテテトクカヘシタマヘヤ」と刻まれた伴信友の印、
- 「勿折角勿巻脳勿以墨汚勿令鼠噛勿唾幅掲」（角を折るなかれ、脳を巻くなかれ、墨を以て汚すなかれ、鼠をして噛ましむるなかれ、幅に唾して掲るなかれ）と刻まれた青柳文蔵の印、
- 「またがしはいや　阿べ喜任」（「又貸しは嫌」）と刻まれた阿部櫟斎の印:48-49、
- 「我死ナハウリテ黄金ニカヘナヽムオヤノ物トテ虫尓ハマスナ　長澤伴雄藏書記」（「我死なば、売りて黄金に換えななむ。親の物とて虫に喰ますな」）と刻まれた長沢伴雄の印:48-49

などがある。

芸術的価値と美観
愛書家をはじめとする個人の蔵書印のなかには、所有者を明らかにするという実用性を超え、その書物への愛着を表現するために意匠や印文に工夫を凝らして作られたものがある。雅な蔵書印はそれ自体が芸術的価値を生んだり、本の美しさを引き立てたりすることがあるとされる。逆に、無思慮な蔵書印は本を汚すことにつながりかねない。そうしないための注意点としては、本の装丁と調和のとれた意匠の印を選ぶこと、無闇に複数の印や大きすぎる印を捺さないことなどが挙げられる:137:。
印の使い分け
蔵書印には、蔵書への捺印専用に作られたものと、他の目的の印が流用されたものとがある。流用される印としては認印や落款印がある:43-44。
同一の所蔵者が複数の蔵書印を持ち、対象書籍の種類や大きさなどによって使い分けることもよく行われる。
図書館における用法
図書館は、利用者にとって借りた本と私物との区別がつきやすいようにするためと、盗難にあった際に発見されやすくするために、館名を入れた蔵書印を捺す。新しく蔵書とする本には、登録と同時に蔵書印を捺し、廃棄などのため除籍する際には取り消し線などで印を無効にする:214,231。図書館蔵書での蔵書印は、利用者に私物と図書館の蔵書とを混同されないようにすることが目的であり、しばしば大型の目立つ印が標題紙や奥付に捺される。
蔵書印の偽造
名家の旧蔵品であると判断されると本の商品価値が上がることなどから、偽の蔵書印が捺された本がある:53-54。たとえば、金澤文庫印には偽印と鑑定された例が多くある。

## 蔵書印に似ているもの
蔵書印に似ているものとして、製作者による落款印、受け入れ日付などを記した受入印、紙片として貼られる蔵書票などがある。以下、それぞれの概略とともに蔵書印との共通点、差異などを示す。
鑑蔵印
所蔵者を示して書籍に捺されるのが蔵書印であるのに対して、書画に捺されるのが鑑蔵印である。所蔵者ではない人が、鑑定または鑑賞をしたという宣言のために捺す印も鑑蔵印に含まれる。書籍への印と書画への印を区別せず合わせて蔵書印、蔵印、収蔵印ということもある。
受入印
図書館において、受入印（または登録印）は受け入れ年月日、本の登録番号などを記載することで本の管理を効果的に行うために捺される。一方、蔵書印は利用者に本の所属先が分かるようにするために用いられる。このように区別はあるものの両者の役割はかなり重複する。実際には業務効率化のため、館名と受け入れ年月日とを併記し、蔵書印と受入印を合わせた印に一本化する図書館も多い:88-89。
落款印、蔵版印、魁星印
落款印、蔵版印、魁星印はいずれも作者や出版者によって本または作品に捺される。一方、蔵書印は本の所有者に帰属する。
蔵書票
蔵書票は本の所有者を表示するための紙片であり、蔵書印と似た機能を果たす。蔵書票が紙片として貼り付けられるのに対して、蔵書印は本の紙面に直接捺される。蔵書票は西洋で発達し、蔵書印は東洋で発達した。蔵書印を捺した紙片が蔵書票として貼られることもある。
識語、伝領記
識語、伝領記は、古典籍の奥書などにおいて、印記ではなく筆記で所有や伝来の事実を書き残したものである。